# Нака
Нака (на шведски: Nacka) е град в лен Стокхолм, източната част на централна Швеция. Главен административен център на едноименната община Нака. Намира се на 5 km на югоизток от централната част на столицата Стокхолм. Той е предградие (град-сателит) на Стокхолм. Има жп гара. Населението на града е 33 057 жители според данни от преброяването през 2010 г.